# Герб Гусятинського району
Герб Гуся́тинського райо́ну — офіційний символ Гусятинського району Тернопільської області, затверджений 29 липня 2009 року рішенням № 319 XIX сесії районної ради V скликання. 
Автор — Сергій Ткачов.

## Опис
Геральдичний щит має форму прямокутника з півколом в основі. Щит понижено перетятий золотою нитяною балкою у три злами на зелене і чорне поля; у верхньому полі малюнок бджолиних стільників, утворений золотими нитковими лініями, у центральній лазуровій комірці срібна брама з трьома вежами. Отвори брами і двері незачинені, вікна чорні, дахи червоні. Над шпилем кожної вежі летить вправо срібний гусак, разом — три. У нижньому полі золоті колос і шабля вістрям донизу у косий хрест. 
Щит обрамований золотим декоративним картушем і увінчаний золотою районною короною.
Зелений колір — символ багатства, щедрості і достатку землі, на якій міститься район. Також зелений колір символізує природний заповідник «Медобори». Чорний колір символізує родючість чорноземів, якими славиться район. Шабля і колос символізують працю хлібороба і козацьку звитягу. Бджолині стільники символізують працьовитість мешканців району і в поєднанні з зеленим кольором підсилюють назву «Медобори».